# 발렌틴 라스푸틴

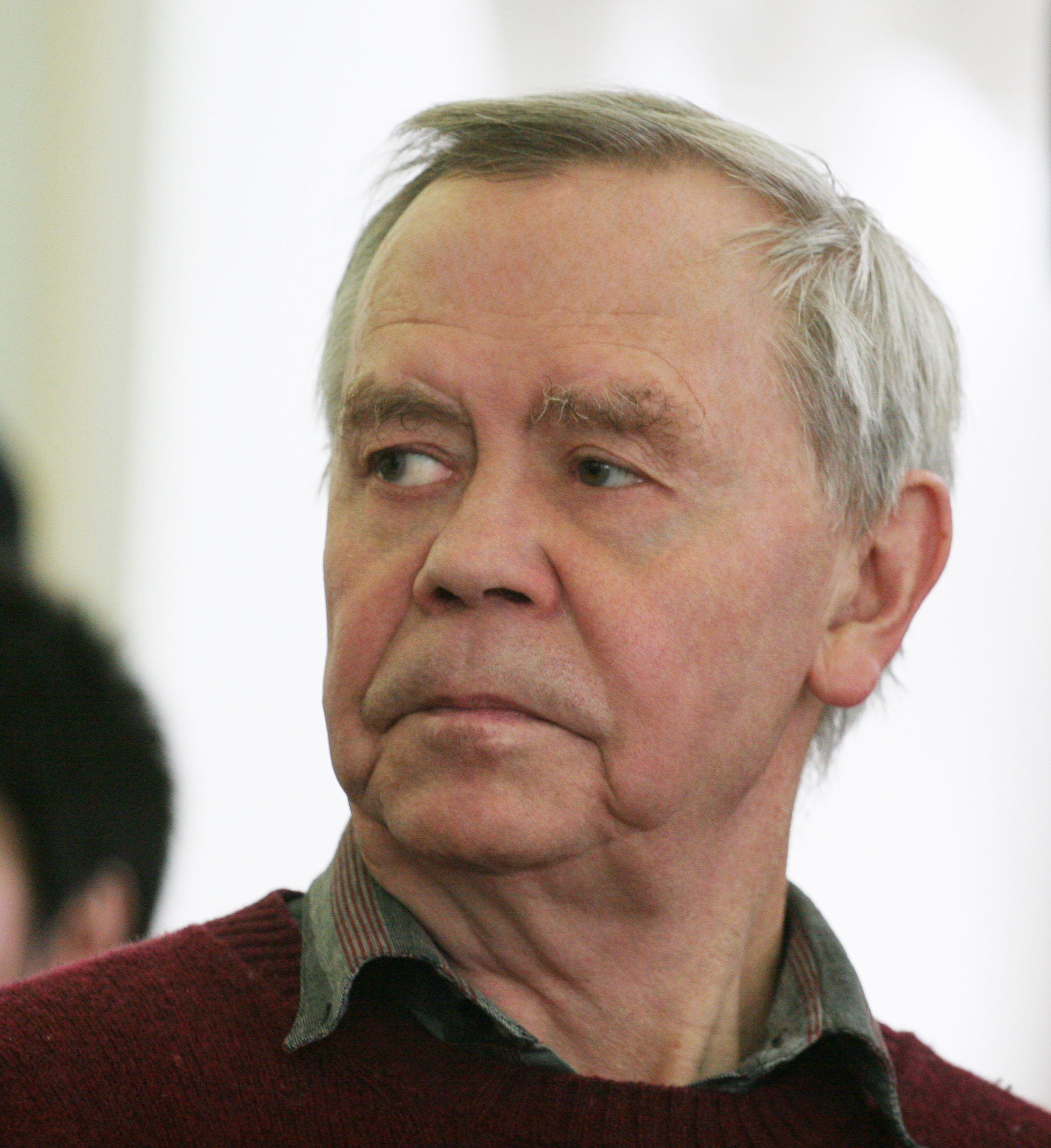
발렌틴 라스푸틴

발렌틴 그리고리예비치 라스푸틴(러시아어: Валентин Григорьевич Распутин, 1937년 3월 15일 ~ 2015년 3월 14일)은 러시아의 작가이다. 보스토치노시비리주 우스티우다 출신으로, 국립 이르쿠츠크 대학교 역사 및 언어학부룰 졸업하였다.